# Лі Сон Дже
Лі Сон Дже (кор. 이성제; нар. 29 березня 1968) — корейський футболіст та тренер.

## Клубна кар'єра
Вихованець Університету Сангжи. У 1993 році виступав за «Кораїл» у Національній лізі Кореї.

## Кар'єра тренера
По завершенні кар'єри гравця розпочав тренерську діяльність. З 2005 по 2007 рік тренував молодіжну та олімпійську збірні Афганістану. У 2014 році очолив збірну Південного Судану, яку тренував протягом двох років. З 2016 року очолює жіночу збірну Бутану.